# Скотт Коннер
Скотт Коннер — американський музикант, колишній учасник гурту Nocturnal Poisoning і Twilight. У 2012 на YouTube-каналі Noisey оприлюднили документальний фільм з участю музиканта «One Man Metal». У стрічці також можна побачити його чорну кішку.

## Xasthur (1995–2010)
Гурт створено у грудні 1995 в Альгамбрі, штат Каліфорнія. Перед цим Коннер грав з кількома місцевими дез-метал гуртами Південної Каліфорнії.
У цей період Malefic співпрацював з Gravesideservice (як басист), дроун-метал проектом Sunn O))), Mord та блек-метал супергуртом Twilight. 26 березня 2010 вийшов останній студійний альбом Portal of Sorrow. За всю історію до складу проекту входив лише Скотт (не враховуючи сесійних музикантів). Гурт не відіграв жодного концерту.

## Nocturnal Poisoning (2010-2015)
Новим проектом музиканта став Nocturnal Poisoning, акустичний гурт, що також складається з однієї особи й отримав свою назву на честь однойменної платівки Xasthur 2002 р. 31 жовтня 2012 лейбл Disharmonic Variations видав дебютний альбом Other Worlds of the Mind. Барабани, фото, оформлення: Рональд Арманд Андручук. Виконавець також особисто продавав обмеженим накладом 3-трекове 2011 Demo (записане на звичайний CD-R Memorex 700MB). 14 червня 2013 No Remorse Records видали Other Worlds of the Mind в Європі.
13 липня 2013 на Disharmonic Variations вийшла друга платівка A Misleading Reality, яка на відміну від попередньої не була виключно інструментальною. Вокал: Роберт Несслін. Слова: Скотт Коннер. Альбом записано у вересні 2012-травні 2013 на портастудії Tascam 8-Track. 3 жовтня 2014 на The End Records видали третій альбом Doomgrass.

## Віднова Xasthur (2015–понині)
У березні 2015 Скотт полишив Nocturnal Poisoning, відновивши Xasthur як продовження акустичного проекту. 2021 року Скотт разом із Ренді Ротом (Randy Rhot) створив дезметал-гурт Menstrual Vampires. 2023 року вийшов однойменний студійний альбом.

## Сесійна робота
Sunn O)))
- 2005: Black One (гітара у треках № 5, 6; клавішні [№ 6], вокал [№ 3, 7])
- 2006: Angel Coma (вокал)
- 2006: La Mort Noir dans Esch/Alzette (вокал)

Celestia
- 2007: Delhÿs-cätess (синтезатор)
- 2008: Frigidiis Apotheosia: Abstinencia Genesiis (клавішні)

Striborg
- 2009: Perceiving the World with Hate (клавішні; вокал на «Call of the Redwood Forest»)

Borgne
- 2010: Entraves de l'Âme (автор музики на Drown in Nothingness)